# Raffaele D'Alessandro
 (mai 2016).
Raffaele D'Alessandro, né à Saint-Gall le 17 mars 1911 et mort à Lausanne le 17 mars 1959, est un compositeur et musicien suisse.

## Biographie
Né d'un père italien et d'une mère grisonne, Raffaele D'Alessandro fait ses études musicales à Zurich, puis part étudier la musique à Paris, de 1934 à 1940, où il suit des cours de composition avec Nadia Boulanger, d'orgue avec Marcel Dupré et de piano avec Paul Roes.
En 1940, de retour en Suisse, il s'établit à Lausanne où il est pianiste concertiste, collaborateur à la radio, critique musical et compositeur. Déjà en 1941 l'Orchestre de la Suisse romande, sous la direction d'Ernest Ansermet, crée l'une de ses œuvres : la Rumba sinfonica. Dans les années suivantes, les compositions de D'Alessandro seront exécutées par des directeurs prestigieux, notamment Victor Desarzens avec l'Orchestre de chambre de Lausanne, Paul Kletzki, Günter Wand, Carl Schuricht ou encore Paul Sacher. Il dirige, en 1945, l'Orchestre de chambre de Lausanne. 
Parallèlement à la composition, D'Alessandro poursuit son activité de pianiste et d'organiste. Il se consacre aux concerts, à l'accompagnement, ainsi qu'à l'improvisation à l'orgue.
La production de D'Alessandro est assez vaste : elle comprend de la musique symphonique, où l'on découvre l'âme rythmique de D'Alessandro, de la musique de chambre (sonates, quatuors à cordes et quintettes), mais surtout de la musique pour piano et orgue. Il suffit de rappeler les mots d'un grand pianiste pour comprendre l'importance de D'Alessandro en tant que compositeur pour instruments à clavier : Dinu Lipatti en préfaçant l'édition des 12 études pour piano écrit : « Je tiens Raffaele D'Alessandro pour l'un des musiciens les plus complets de notre génération. »

## Sources
- « Raffaele D'Alessandro », sur la base de données des personnalités vaudoises sur la plateforme « Patrinum » de la Bibliothèque cantonale et universitaire de Lausanne.
- « Raffaele D'Alessandro » dans le Dictionnaire historique de la Suisse en ligne.
- Scherrer, Antonin, Raffaele D'Alessandro ou L'urgence intérieure, Troinex/Drize, 2009[1]
- Dictionnaire des musiciens suisses
- 24 Heures, 2002/11/06, p. 16 avec photographie[2]
- Raffaele d'Alessandro - Compositeurs - Biographie - Musinfo